# Leopold Otto von Niesewand
Friedrich Johann Anton Leopold Otto von Niesewand (* 8. Juli 1793 in Queetz; † 12. September 1884 in Unkel) war ein preußischer Generalmajor und Kommandeur der 14. Landwehr-Brigade.

## Leben

### Herkunft

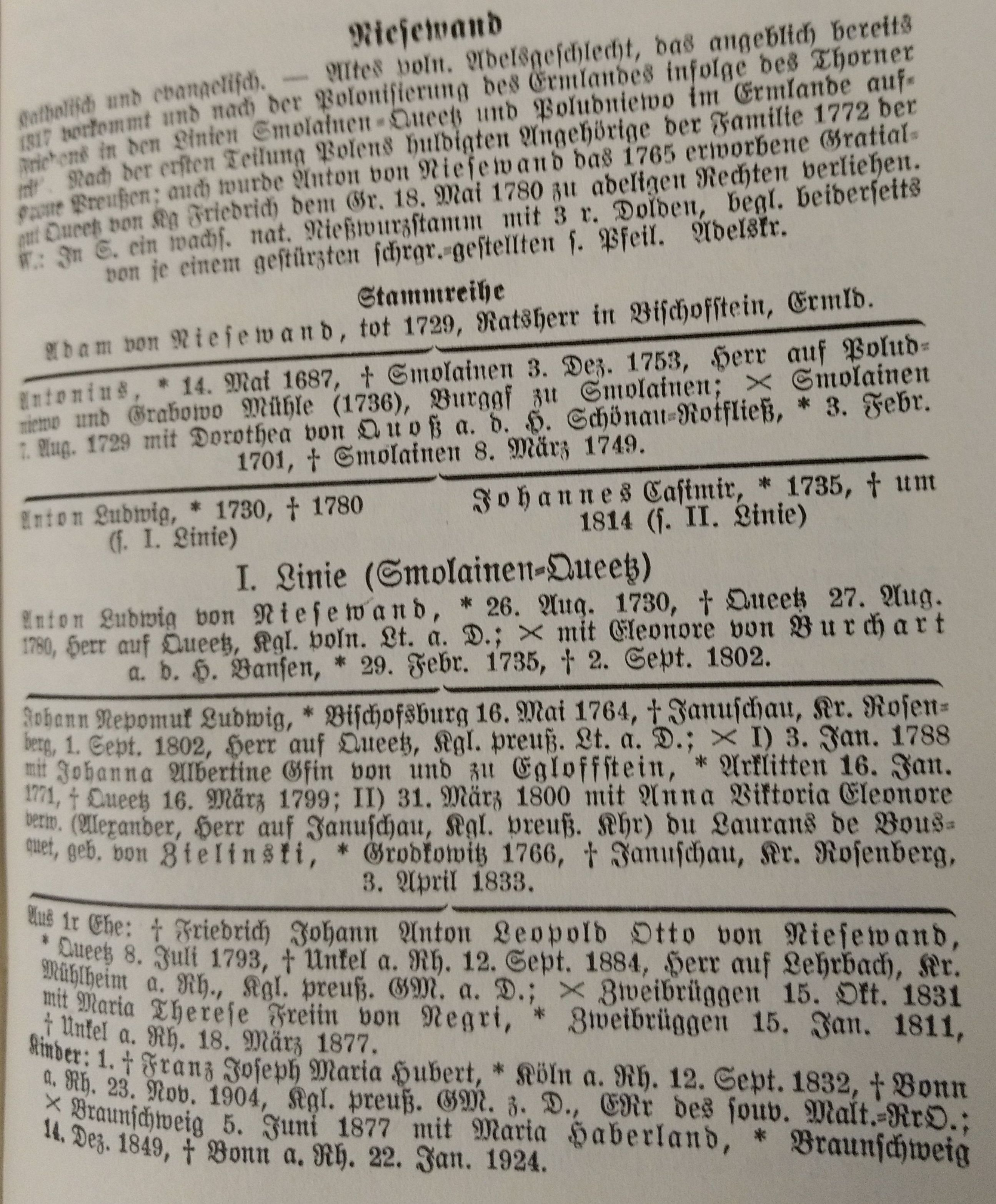
Auszug aus dem „Gotha“

Leopold Otto war ein Sohn von Johann Nepomuk Ludwig von Niesewand (1764–1802) und dessen Ehefrau Johanna Albertine, geborene Gräfin von Egloffstein (1771–1799). Sein Vater war Herr auf Queetz sowie Sekondeleutnant a. D. Nach dem Tod seiner ersten Frau heiratete der Vater am 31. März 1800 Anna Viktoria Eleonore von Zielinski (1766–1833), Witwe des Alexander du Laurans de Bousquent, Herr auf Januschau.

### Militärkarriere
Nach dem frühen Tod seiner Eltern lebte Niesewand bei seinem Onkel und trat am 1. Oktober 1803 als Gefreitenkorporal in das Füsilierbataillon „von Stutterheim“ der 2. Ostpreußischen Füsilierbrigade der Preußischen Armee ein. Zunächst als Portepeefähnrich, seit Januar 1807 als Sekondeleutnant, nahm er 1806/07 während des Vierten Koalitionskrieges an den Gefechten bei Walterdorf und Braunsberg teil. Nach dem Frieden von Tilsit kam Niesewand am 22. Januar 1808 in das 2. Westpreußische Infanterie-Regiment, schied aber am 18. Oktober 1811 aus der Armee aus.
Mit dem Beginn der Befreiungskriege kehrte Niesewand am 1. Juli 1813 zur Armee zurück und wurde im 4. Ostpreußische Reserve-Bataillon, dem späteren 3. Reserve-Infanterie-Regiment wieder angestellt. Im Krieg befand er sich bei den Belagerungen von Torgau, Wittenberg und Magdeburg sowie der Schlacht bei Großgörschen und den Gefechten bei Zahna, Dessau, Zerbst und Ottersleben. Für Dennewitz wurde ihm das Eiserne Kreuz II. Klasse und für Waterloo das Kreuz I. Klasse verliehen.
Mitte April 1815 stieg Niesewand zum Premierleutnant auf und wurde als Adjutant der 12. Brigade zum III. Armee-Korps versetzt. Ende März 1817 avancierte er zum Hauptmann und kam am 15. Oktober 1818 als Adjutanten zur 15. Division. Am 30. März 1829 wurde er zum Major befördert und am 16. August 1831 zum Direktor der Divisionsschule ernannt. Von dort kam er am 30. März 1835 als Kommandeur des I. Bataillons im 28. Landwehr-Regiment nach Köln. Am 26. Januar 1840 folgte die Versetzung in das 28. Infanterie-Regiment und am 30. März 1840 die Beförderung zum Oberstleutnant. Am 25. März 1841 beauftragte man Niesewand zunächst mit der Führung des 10. Infanterie-Regiments und ernannte ihn am 12. September 1841 zum Regimentskommandeur. Mit der Beförderung zum Oberst erhielt er am 7. April 1842 das Kommando über das 28. Infanterie-Regiment. Im September 1843 nahm Niesewand als Beobachter an den Übungen des X. deutschen Bundeskorps teil. Er wurde dann am 27. März 1847 zum Kommandeur der 14. Landwehr-Brigade ernannt und am 10. Mai 1848 zum Generalmajor befördert. Als solcher nahm er 1849 an der Niederschlagung der Badischen Revolution teil und wurde dafür mit den Schwertern zum Roten Adlerorden II. Klasse ausgezeichnet. Am 12. April 1851 trat Niesewand mit Pension in den Ruhestand.
Anlässlich der Krönung von König Wilhelm I. erhielt Niesewand am 18. Oktober 1861 den Stern zum Roten Adlerorden II. Klasse mit Eichenlau und Schwertern am Ringe. Er lebte zunächst auf seinem Gut Lerbach im Kreis Mülheim am Rhein und zog dann nach Unkel, wo er am 12. September 1884 starb.
In seiner Beurteilung im Jahr 1842 schrieb der General von Thile: „Ein diensterfahrener sehr gewandter Stabsoffizier, der das ihm anvertraute Regiment in guter Ordnung hält und mit Sicherheit führt. In der Behandlung seiner Untergebenen zeigt er Umsicht und richtigen Takt, und sein wohlwollender Charakter sichert ihm das Vertrauen derselben. Diese Eigenschaft verbunden mit einer sorgfältigen Bildung und einer einnehmenden Persönlichkeit qualifizieren ihn vollkommen für ein höheres Dienstverhältnis.“

### Familie
Niesewand heiratete am 15. Oktober 1831 in Zweibrüggen Therese Freiin von Negri (1811–1877). Das Paar hatte mehrere Kinder:
- Anna Maria Josephine Hubertine Ferdinande (1839–1930) ⚭ Adolph von La Valette-St. George (1831–1910)
- Franz Joseph Maria Hubert (1832–1904), preußischer Generalmajor, Ehrenritter des Malteserordens ⚭ 5. Juni 1877 Maria Haberland (1849–1924)
- Friedrich Wilhelm (1833–1916), preußischer Generalleutnant ⚭ Therese Karoline Hubertine von la Valette-Saint George (1837–1913)
- Eduard (1837–1913), preußischer Landrat